# Фискальные марки Сингапура
Сингапур выпускал фискальные марки с 1948 года по 1999 год. Эмитировались различные типы фискальных марок для разных налогов.

## Гербовые марки
С XIX века в Сингапуре использовались фискальные марки Стрейтс-Сетлментса. В 1948 году были выпущены первые фискальные марки, предназначенные исключительно для использования в Сингапуре. Были выпущены марки трёх номиналов — 25, 50 и 100 долларов, на марках был изображен король Великобритании Георг VI. Марки номиналом 25 и 100 долларов были перевыпущены в 1951 и 1953 годах соответственно с разной зубцовкой. В 1954 году марки этих трёх номиналов были перевыпущены с портретом Елизаветы II после смерти её отца. Примерно через десять лет они были перевыпущены с новым водяным знаком.
После выхода Сингапура из состава Малайзии в 1965 году год спустя были выпущены фискальные марки с изображением герба Сингапура. Были эмитированы марки семи номиналов: от 5 центов до 5 долларов. В период с 1969 года по 1982 год выпускались различные марки высоких номиналов, также с изображением герба. Существуют различные разновидности по зубцовке, водяным знакам, бумаге и размеру, но базовая серия состоит из марок следующих номиналов:
- $25 красная и зелёная
- $100 красная и оранжевая
- $500 красная и фиолетовая
- $2000 красная и коричневая
- $10000 красная и тёмно-синяя
- $50000 красная и чёрная

Помимо указанных, были выпущены и другие серии марок низких номиналов. В 1985 году вышли марки шести номиналов от 10 центов до 5 долларов в горизонтальном формате с надписью англ. «REVENUE SINGAPORE» («Гербовый сбор. Сингапур»). Около 1990 года их сменила серия марок четырёх номиналов с надписью англ. «STAMP DUTY INLAND REVENUE SINGAPORE» («Гербовый сбор. Налоговое управление. Сингапур»).
Последняя серия марок низких номиналов, а также марки высоких номиналов были изъяты из обращения Налоговым управлением Сингапура (IRAS) в 1999 году, поскольку с этого года использовались электронные марки. В 2012 году в целях сбора средств Налоговое управление продало коллекционерам 2500 серий фискальных марок.

## Другие виды фискальных марок

### Налог на развлечения
Сингапур выпустил ряд марок для уплаты налога на билеты в театры и кино. Первая серия выпускалась с 1955 года по 1965 год с символикой Стрейтс-Сетлментса. Различные надпечатки на марках этой серии выходили вплоть до 1970-х годов. Два других вида марок с изображением нового герба были выпущены в 1971 году и в 1976 году.

### Лицензия на телевизионное или радиовещание
Для оплаты лицензий на телевизионное и радиовещание в Сингапуре выпускались различные марки. В конце 1960-х и 1970-х годах в обращении были марки с надписями соответственно для лицензий либо на радиовещание, либо на телевизионное вещание. К 1980-м годам марки лицензий на радиовещание больше не использовались, и были выпущены различные марки с надписью англ. «SINGAPORE COLOUR TELEVISION LICENCE FEE» («Сбор за лицензию на цветное телевизионное вещание Сингапура»).

### Совет по развитию торговли
После создания в 1983 году Совета по развитию торговли Сингапура (Singapore Trade Development Board) были выпущены две марки номиналом 2 и 10 долларов для уплаты сборов и налогов Советом.

### Сбор за обслуживание пассажиров
Управление гражданской авиации Сингапура выпустило несколько виньеток для оплаты сбора за обслуживание пассажиров. Около 1983 года была выпущена простая виньетка для оплаты сбора за обслуживание международных пассажиров в размере 12 долларов. До 1993 года использовались другие виньетки номиналом 5, 12 или 15 долларов. Начиная с 1994 года, виньетки номиналом 15 долларов также включали налог на товары и услуги (GST) по ставке 44 цента.